# Ransburg Zsigmond
Ransburg Zsigmond, névváltozat: Ransbourg (Veszprém, 1843 – Budapest, 1924. január 1.) az angol nyelv magántanára több fő- és székvárosi polgári- és főreáliskolában, színpadi rendező, magánhivatalnok.

## Élete
Ransburg Simon gabonakereskedő és Fischer Regina fia. Iskolai tanulmányainak befejezése után 1863-ban Londonba ment, ahol több évig foglalkozott az angol nyelv és irodalom tanulmányozásával. 1870-ben Münchenben telepedett le, az angol nyelv terjesztését tűzvén feladatául; itt az Odeon-teremben nyilvános angol társalgási estélyeket (összekötve angol ismeretterjesztő felolvasásokkal) tartott, közben pedig a Residenz-színházban a Wagner-egylet felkérésére és javára angol műkedvelő színi előadást is rendezett; az előadott The turned head c. színmű német fordítását az akkori bajor fejedelemnek II. Lajos királynak ajánlotta fel, aki ezért elismerő irattal tüntette ki. 1873-tól Budapesten dolgozott. Halálát tüdőlob okozta.
Felesége Róth (Hanni) Janka (1853–1903) volt, akivel 1883. április 26-án Budapesten kötött házasságot.
Nevét Ranschbourgnak is írta.

## Munkái
- Angol társalgási nyelvtan iskolai és magánhasználatra, Gaspey Tamás tanmódja szerint a magyar nyelvhez alkalmazta. Budapest, 1878.
- English reading-book. (Angol olvasókönyv) iskolai és magánhasználatra. Adomák, történeti és egyéb elbeszélések gyűjteménye, költemények. Anglia történetének rövid vázlata, az összes angol királyok leszármazási táblázatával. Magyarázó szavakkal és kérdésekkel. Uo. 1878. (2. olcsó-kiadás. Budapest, 1890.)
- Kay to Gaspey's english Conversations-Grammair. Budapest, 1879